# Opanas Salywacha
Opanas Iwanowytsch Salywacha (auch Opanas Salyvakha, ukrainisch Опана́с Іва́нович Залива́ха; * 26. November 1925 in Husynka, jetzt im Rajon Kupjansk, Oblast Charkiw; † 24. April 2007 in Iwano-Frankiwsk) war ein ukrainischer Maler und Mitglied der Bewegung der Sechziger in der Ukraine.

## Leben
Salywacha wuchs im Fernen Osten auf, wohin seine Familie vor dem Holodomor in den 1930er Jahren aus ihrer Heimatregion Charkiw floh. 1947 wurde er vom Leningrader Kunstinstitut verwiesen, da seine Werke nicht dem sozialistischen Realismus entsprachen. Nach Stalins Tod wurde er jedoch wieder zugelassen und schloss 1960 sein Studium ab. Während seines Studiums machte er ein Praktikum in Kossiw. Er verliebte sich in diese Region, ihre Natur, ihre Menschen und ihre ukrainische Sprache. 1961 zog Salywacha schließlich in der Gegend Iwano-Frankiwsk. Im selben Jahr hatte er eine Einzelausstellung, die nach zwei Wochen von der Kommunistischen Partei wegen „dekadenter Tendenzen“ abgebrochen wurde.
Gemeinsam mit Alla Horska, Ljudmyla Semykina und Halyna Sewruk schuf er 1964 das Glasfenster Schewtschenko. Die Mutter. anlässlich des 150. Geburtstages von Taras Schewtschenko im Foyer des Roten Gebäudes der Kiewer Nationaluniversität geschaffen. Die daraufhin einberufene Kommission stufte es als ideologiefeindlich ein, so dass das Glasfenster von der Universitätsverwaltung zerstört wurde. Salywacha wurde im August 1965 verhaftet und zu fünf Jahren Zwangsarbeit in einem Lager in Mordwinien verurteilt. Im Gefängnis wurde ihm das Malen verboten und seine Buchdruckplatten wurden beschlagnahmt. Trotz wiederholter Anfragen von Kiewer Bürgern hat Opanas eine Genehmigung zum Malen nicht erhalten.
Nach seiner Entlassung im Jahr 1970 musste er als Zwangsarbeiter in Iwano-Frankiwsk arbeiten, malte aber weiter. Die erste Einzelausstellung seiner Gemälde, Skulpturen und Keramiken seit 26 Jahren fand im Dezember 1988 im Museum für Ethnographie und Kunsthandwerk in Lwiw statt. Eine zweite fand im Mai 1989 in Iwano-Frankiwsk statt. Zusammen mit Sofija Karaffa-Korbut schuf er eine Reihe von Projekten in den Verlagen „Weselka“ und „Kamenyar“.
Im Laufe der Jahre hat Salywacha immer wieder experimentiert. Trotz stilistischer Variationen, die vom Figürlichen (Frau aus der Region Poltawa, 1965) über das Abstrakte (Urmutter, 1975) bis hin zum Stilisierten (Skoworoda, 1977) reichen, ist sein Sujet tief in seinem ukrainischen Erbe und in der ukrainischen Geschichte verwurzelt geblieben, was sich in Werken wie Tschumak Supper (1970) und Berestetschko (1980er Jahre) zeigt. Salywacha hat zahlreiche Ikonen der Mutter Gottes gemalt, darunter die Mutter Gottes aus den Karpaten (1960er Jahre), die Kosakenmadonna (1970er Jahre) und Die Beschützerin (1988).
Er war 1999 Preisträger des Wassyl-Stus-Preises und wurde 1995 mit dem Taras-Schewtschenko-Staatspreis ausgezeichnet.
Opanas Salywacha lebte in seinen letzten Jahren in Iwano-Frankiwsk, wo er am 24. April 2007 im Alter von 82 Jahren starb.